# 闊面倉鼠屬
闊面倉鼠屬（学名：Abrawayaomys），哺乳綱、囓齒目、倉鼠科的一屬，而與闊面倉鼠屬（闊面倉鼠）同科的動物尚有隆鼠屬（哀隆鼠）、南美原鼠屬（奔原鼠）、東非鼴鼠屬（大東非鼴鼠）等之數種哺乳動物。

## 下属物种
本属包括以下物种：
- Abrawayaomys chebezi Cunha and Cruz, 1979，异名：Abrawayaomys chebezi Pardiñas, Teta & D'Elía, 2009
- Abrawayaomys ruschii Cunha & Cruz, 1979